# Mateusz Andała
Mateusz Andała (ur. 1981 w Bałtowie) – polski poeta, slamer.
Laureat I Nagrody XXX Ogólnopolskiego Konkursu Poetyckiego im. Haliny Poświatowskiej 2006 w kategorii debiut. Nominowany do Nagrody Głównej XVI Ogólnopolskiego Konkursu Poetyckiego im. Jacka Bierezina 2010. Finalista I Ogólnopolskiego Konkursu im. Tymoteusza Karpowicza na autorską książkę poetycką 2010. Nominowany do Wrocławskiej Nagrody Poetyckiej „Silesius” 2016 w kategorii debiut roku za tom Światło w lodówce (Staromiejski Dom Kultury, Warszawa 2015). Publikował m.in. w Arteriach i Toposie. Mieszka w Warszawie.